# Linha Meitetsu Komaki

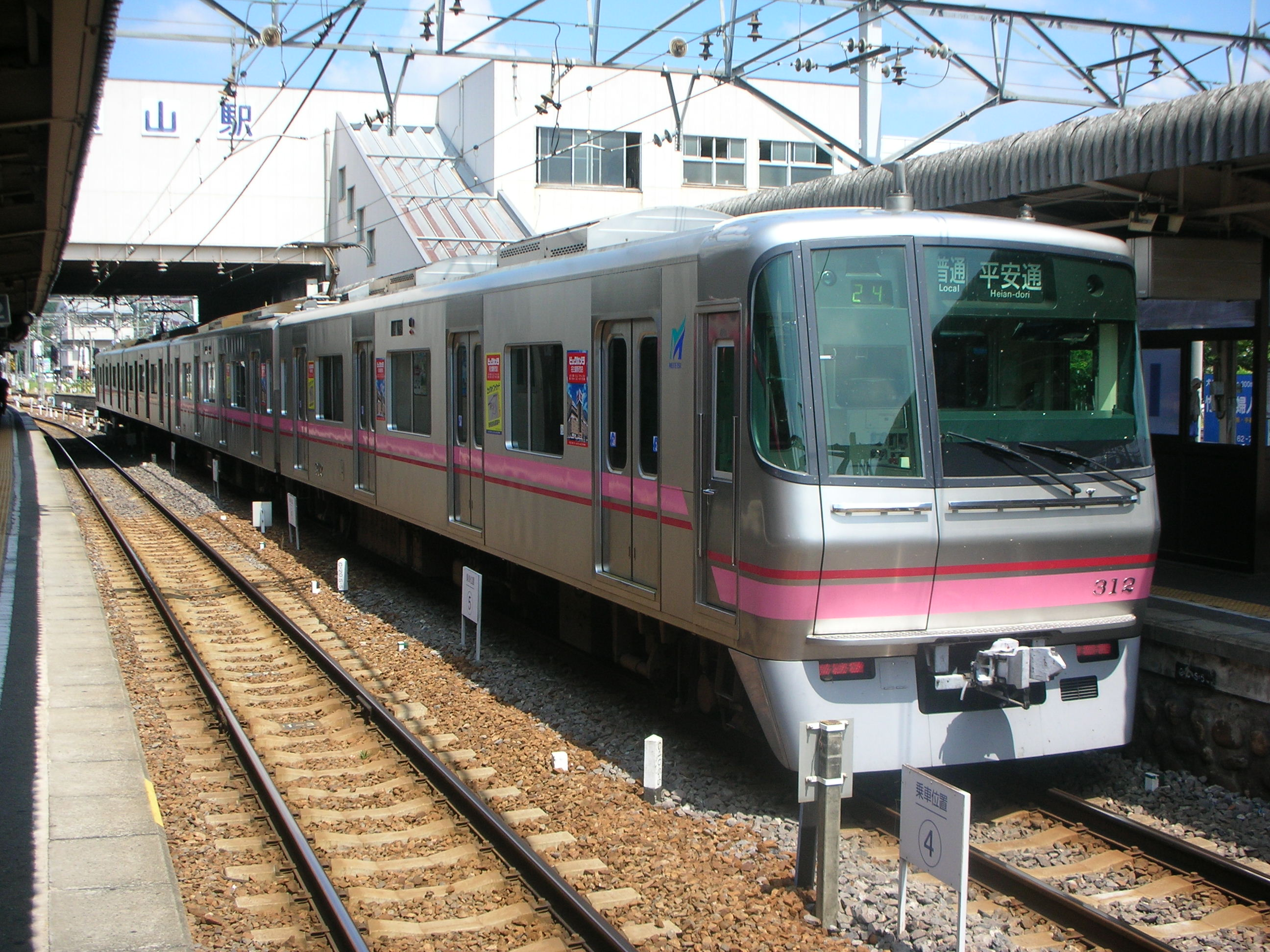
Linha Meitetsu Komaki

A Linha Komaki (小牧線, Komaki-sen) é uma linha ferroviária operada pela companhia férrea Meitetsu (名鉄) e liga a estação Kami-Iida em Nagoya  a Estação Inuyama em Inuyama, ambas na província de Aichi.
A linha Komaki é um prolongamento da linha Kami-Iida do metrô municipal de Nagoya e possui operação conjunta com o metrô.

## Estações
A linha Komaki não possui serviço de trens expressos somente os locais (普通, Futsū), por isso todos os trens param em todas estações.
| Estação                       | Distância (km) | Baldeação                                          | Localização     | Localização |
| ----------------------------- | -------------- | -------------------------------------------------- | --------------- | ----------- |
| Kami-Iida (上飯田)            | 0.0            | Metrô Municipal de Nagoya: ■ Linha Kami-Iida (K01) | Kita-ku, Nagoya | Aichi       |
| Ajima (味鋺)                  | 2.3            |                                                    | Kita-ku, Nagoya | Aichi       |
| Ajiyoshi (味美)               | 3.7            |                                                    | Kasugai         | Aichi       |
| Kasugai (春日井)              | 5.4            |                                                    | Kasugai         | Aichi       |
| Ushiyama (牛山)               | 6.9            |                                                    | Kasugai         | Aichi       |
| Manai (間内)                  | 7.8            |                                                    | Kasugai         | Aichi       |
| Komakiguchi (小牧口)          | 9.0            |                                                    | Komaki          | Aichi       |
| Komaki (小牧)                 | 9.8            |                                                    | Komaki          | Aichi       |
| Komakihara (小牧原)           | 11.3           |                                                    | Komaki          | Aichi       |
| Ajioka (味岡)                 | 12.4           |                                                    | Komaki          | Aichi       |
| Tagata-jinja-mae (田県神社前) | 13.3           |                                                    | Komaki          | Aichi       |
| Gakuden (楽田)                | 14.9           |                                                    | Inuyama         | Aichi       |
| Haguro (羽黒)                 | 17.2           |                                                    | Inuyama         | Aichi       |
| Inuyama (犬山)                | 20.6           | Meitetsu: ■ Linha Inuyama, ■ Linha Hiromi          | Inuyama         | Aichi       |